# Підприємливість
Підприє́мливість — в широкому значенні практична кмітливість, здатність активно діяти, ініціативність. У вузько економічному це здібності людини до отримання прибутку з найменшими витратами. 
Вважається що приблизно кожна 6—7 людина, тобто близько 15 % є підприємливими. Таким чином з одного боку далеко не кожен може бути підприємцем, а з іншого практично завжди і майже в будь-якому суспільстві є достатня кількість підприємливих людей.